# Economx
Az Economx (korábban Napi.hu) Magyarországon megjelenő, önmagát függetlenként definiáló üzleti és pénzügyi hírportál. 100%-os tulajdonosa az Indamedia Network Zrt.

## Története
Eredetileg a Napi Gazdaság újság weblapja volt a napigazdasag.hu tartománynéven.
A Napi.hu hírigazgatója 2002-ig Máté Dániel volt, ezt követően 2015-ig Ádám Viktor töltötte be a posztot.
2011 áprilisától megújult külsővel jelent meg. Az új funkciója lett a tizenöt perces késleltetésű tőzsdei részvényárfolyam-szolgáltatás. Ez kiegészítője az oldalon az árfolyamok között már korábban elérhető Java-alapú grafikonrajzolónak, amely alkalmas a részvénypiac technikai elemzésére.
2013 augusztusában, a Napi Gazdaság tulajdonosváltásakor levált a nyomtatott lapról, és önálló szerkesztőséget alakított.
2021 márciusában ismét megújult a weblap megjelenése és tartalma. 2021 szeptemberében a tulajdonos cég összevonta a Napi.hu-t az Index gazdasági rovatával, a Napi főszerkesztőjének, Domokos Lászlónak az irányítása alatt.
2022 nyarán váratlanul leváltották a lapnál 20 éve tevékenykedő Domokos László főszerkesztőt, majd Szabó Dániel főszerkesztő-helyettest és több más munkatársat, illetve többen maguk távoztak. A lap irányítását megbízottként Németh Tamásra bízták.
2023. január elsejétől az a Varga Endre vette át a lap ügyvezetését, aki az Index lapigazgatójaként és a Totalcar ügyvezetőjeként is ismert, és aki az International Press Institute nemzetközi sajtószabadság-feketelistáján is szerepel.
2023. szeptember 8-tól Economx néven működik tovább.

## Konferenciák
A Napi.hu 2001 szeptemberétől folyamatosan szervez gazdasági szakkonferenciákat. Legnépszerűbb témák: energetika, HR, smart city, zöldgazdaság, pénzügy, öngondoskodás, agrárszektor.